# Moravec (district de Žďár nad Sázavou)
Pour les articles homonymes, voir Moravec.
Moravec (en allemand : Morawetz) est une commune du district de Žďár nad Sázavou, dans la région de Vysočina, en République tchèque. Sa population s'élevait à 606 habitants en 2020.

## Géographie
Moravec se trouve à 13,5 km au nord de Velké Meziříčí, à 20 km au sud-est de Žďár nad Sázavou, à 40 km à l'est-nord-est de Jihlava à 143 km au sud-est de Prague.
La commune est limitée par Bobrová et Mirošov au nord, par Strážek à l'est, par Radkov au sud et par Pikárec à l'ouest.

## Histoire
La première mention écrite de la localité date de 1374.

## Transports
Par la route, Moravec se trouve à 16 km de Velké Meziříčí, à 25 km de Žďár nad Sázavou, à 51 km de Jihlava et à 171 km de Prague.